# Rod Stewart
Sir Roderick David Stewart, detto Rod (Londra, 10 gennaio 1945), è un cantautore britannico.
Caratterizzato da una voce rauca e graffiante, è uno degli artisti rock di maggior successo di tutti i tempi, avendo venduto complessivamente più di 120 milioni di dischi in tutto il mondo. Nel corso della sua carriera pluridecennale, l'artista ha conquistato per undici volte la vetta della classifica britannica degli album più venduti, ed è entrato ventisei volte nella top ten di quella relativa ai singoli. Stewart ha riscosso un notevole successo anche negli Stati Uniti, con sedici singoli entrati nei primi dieci posti della classifica Billboard Hot 100, quattro dei quali al primo posto.
In occasione di un concerto gratuito davanti a circa tre milioni e mezzo di spettatori, tenutosi sulla spiaggia di Copacabana la notte di San Silvestro del 1994, il cantautore britannico è divenuto l'artista con maggiore affluenza di pubblico nella storia del rock.
Soprannominato Rod the mod ("Rod il ribelle"), Stewart ha conquistato nel corso della sua carriera un Grammy Award nel 2005, un BRIT Award nel 1993, due American Music Award nel 1994 e nel 2025 (quest'ultimo alla carriera), e altrettanti World Music Awards nel 1993 e nel 2001.
Nel 2019 la rivista Billboard lo ha inserito al 15º posto nella classifica dei migliori cantanti di tutti i tempi, mentre occupa la 49ª posizione nell'omologo elenco stilato nel 2023 da Rolling Stone. Come artista solista, Stewart è stato inserito nella Rock and Roll Hall of Fame nel 1994 (e una seconda volta nel 2012 come membro dei Faces) e nella UK Music Hall of Fame nel 2006. Inoltre, dal 2005 il suo nome è scritto sulla Hollywood Walk of Fame.
Nel 2007 è stato nominato CBE (Commendatore dell'Eccellentissimo Ordine dell'Impero Britannico) a Buckingham Palace per i meriti e il contributo dato alla musica, mentre nel 2016 è stato insginito del titolo di Sir dalla regina Elisabetta II.

## Biografia

### Infanzia ed esordi musicali
Roderick David Stewart è nato nel 1945 nel quartiere operaio di Highgate, nella parte settentrionale di Londra. Ultimogenito della coppia formata dal muratore e idraulico scozzese Robert Joseph Stewart (1904-1990), originario di Leith (periferia di Edimburgo), e dall'operaia inglese Elsie Rebecca Gilbart (1905-1996), nata nel borgo londinese di Islington, Rod è assieme alla madre l'unico componente della famiglia nato in Inghilterra. Molto fiero delle proprie radici scozzesi, è un acceso sostenitore del Celtic e della nazionale scozzese, nonché calciatore dilettante.
In un'intervista, l'artista ha affermato di essere cresciuto in una famiglia del ceto medio e di aver avuto un'infanzia “fantasticamente felice”. In gioventù lavorò per un breve periodo come stampatore serigrafico, ma fu proprio il calcio la sua prima vocazione. Combinando un atletismo naturale con un gioco aggressivo (la sua posizione in campo era di mediano) si distinse presto uno sportivo promettente, sulle orme del padre Robert Joseph, calciatore amatoriale. All'epoca Stewart era un tifoso dell'Arsenal, popolarissima compagine del nord di Londra. Nell'estate del 1960, dopo avere abbandonato la scuola a causa dei risultati fallimentari, fece un provino per il Brentford, allora militante in Third Division, venendo tuttavia scartato. Tra gli altri mestieri in cui si districò l'artista in giovane età ci sono quello di fattorino di quotidiani, di aiutante nell'attività commerciale di famiglia, di manovale per il cimitero di Highgate e di impiegato per un'impresa di pompe funebri a Barnet.

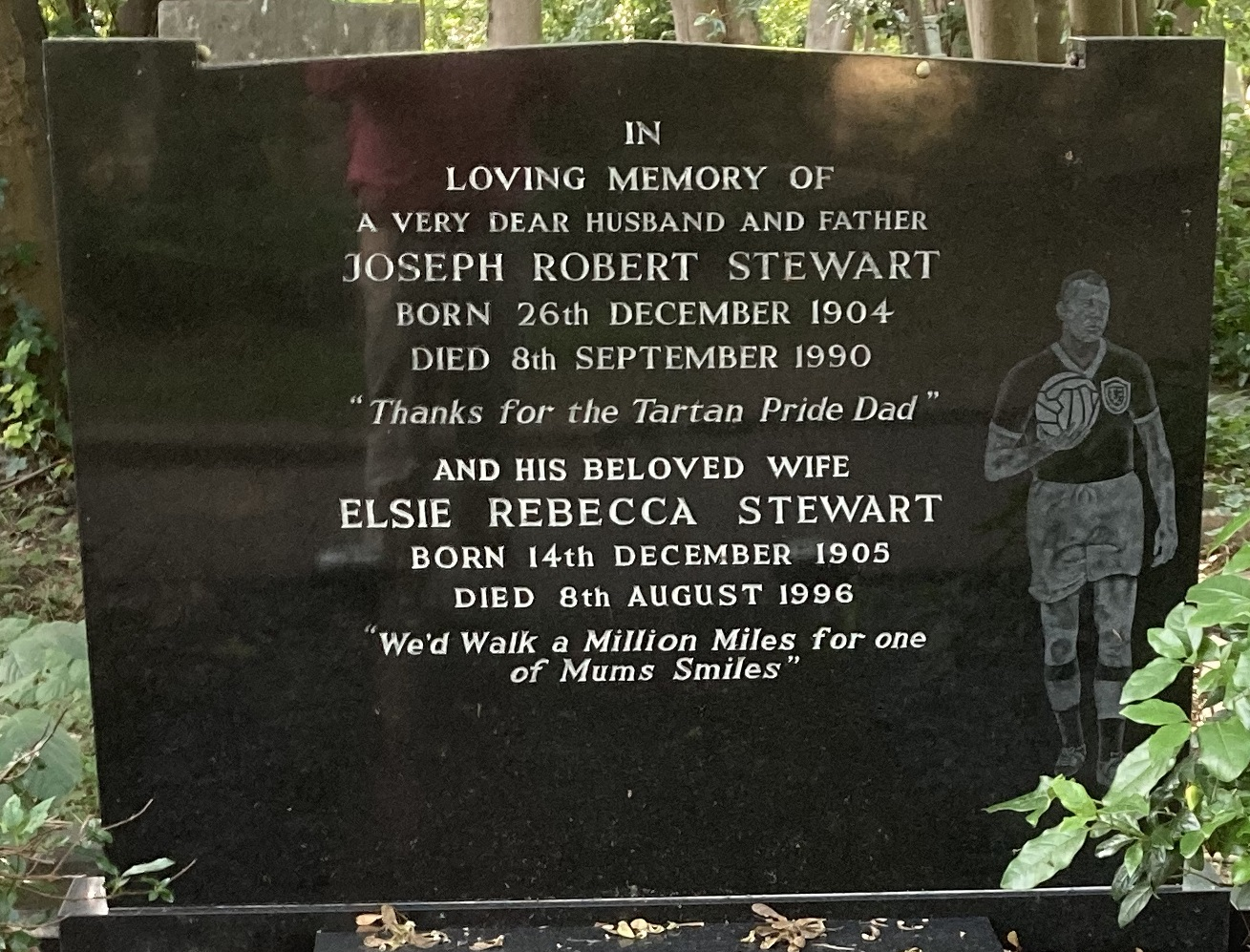
Lapide dei genitori di Stewart nel cimitero di Highgate

La passione per la musica nacque, invece, tra la fine degli anni cinquanta e l'inizio degli anni sessanta. In gioventù Stewart fu fortemente influenzato dallo stile di Al Jolson, che ascoltava spesso insieme al resto della famiglia. L'introduzione al rock avvenne ascoltando The Girl Can't Help It di Little Richard, oltre che con la partecipazione a un concerto di Bill Haley & His Comets e con il regalo paterno di una chitarra all'età di 14 anni. Nel 1960 il giovane Stewart si unì a un gruppo skiffle assieme ad alcuni compagni di scuola, i Kool Kats, suonando i successi di Lonnie Donegan e Chas McDevitt. L'anno successivo si recò a Denmark Street con la rock band in cui era da poco entrato, i Raiders, ottenendo un provino con il noto produttore discografico Joe Meek. L'esibizione non fu giudicata positivamente, talché Meek interruppe anzitempo la sessione. Nel contempo, Stewart iniziò ad ascoltare musica folk contemporanea britannica e americana, specialmente Ewan MacColl, Alex Campbell, Woody Guthrie, Ramblin' Jack Elliott, Derroll Adams e Bob Dylan. In quel periodo si avvicinò inoltre allo spirito beatnik, vivendo per un po' in una casa galleggiante a Shoreham-by-Sea. Negli stessi anni sposò la causa della Campagna per il disarmo nucleare, unendosi alle marce annuali di Aldermaston dal 1961 al 1963 e venendo arrestato in tre occasioni a Trafalgar Square e Whitehall. Come rivelato alcuni decenni dopo dallo stesso artista, l'adesione di Stewart al movimento pacifista fu motivata anche dalla volontà di incontrare e portare a letto le colleghe attiviste.
Nel 1962 Stewart iniziò a gravitare intorno all'orbita del chitarrista folk inglese Wizz Jones, che decise di portarlo con sé come corista a Brighton e poi a Parigi, dove dormirono sotto i ponti della Senna, e infine a Barcellona. Fu proprio in Spagna che nel 1963 Stewart venne arrestato per vagabondaggio e in seguito estradato. Nel frattempo l'artista decise di sposare la sottocultura Mod, iniziando a sfoggiare l'acconciatura a gallo che sarebbe diventata il suo marchio di fabbrica (modellata con acqua zuccherata o grandi quantità di lacca per capelli delle sue sorelle). Dopo essere tornato a Londra, Stewart si unì a un gruppo rhythm and blues, i Dimensions, in qualità di armonicista e cantante secondario. Fu questo il suo primo impiego professionale come musicista, anche se per diverso tempo continuò a lavorare nel negozio di pittura e cornici di proprietà del fratello. Nel 1963 il cantante Jimmy Powell, di Birmingham, si unì ai Dimension, che divennero così i Jimmy Powell & the Five Dimensions, in cui Stewart suonava l'armonica.
Nel 1964 ebbe brevi esperienze in diversi gruppi di blues britannico, suonando con John Paul Jones (futuro bassista dei Led Zeppelin), Mick Fleetwood, Julie Driscoll, il tastierista Brian Auger e gli Steampacket di Long John Baldry. Successivamente si avvicinò a Jeff Beck, conoscendo Ron Wood, con il quale strinse un'importante e duratura amicizia. Nel 1969 il Jeff Beck Group si sciolse, e così Stewart e Wood si unirono ai Faces, gruppo erede degli Small Faces. Da quel momento, la carriera di Stewart si dipanò lungo il versante solista e quello di gruppo.

### La fama internazionale e il trasferimento negli Stati Uniti
Il primo album da solista di Stewart, An Old Raincoat Won't Ever Let You Down (pubblicato negli Stati Uniti con il titolo The Rod Stewart Album) del 1969, ottenne qualche timido riscontro in America ma non in patria, dove erano piuttosto i Faces ad avere notorietà. Tuttavia, nel 1971 il singolo Maggie May, incluso nel suo terzo LP Every Picture Tells a Story, riuscì a raggiungere la prima posizione nella Billboard Hot 100 statunitense nonché la vetta delle classifiche britanniche (per cinque settimane) e di quelle australiane (per quattro settimane). Ciò avrebbe avuto inevitabili ripercussioni sui Faces, cui il frontman avrebbe fatto pesare il nuovo status di stella. Nel 1972 fu la volta di un nuovo lavoro da solista, Never a Dull Moment, che si impose al primo posto delle classifiche britanniche e al secondo di quelle statunitensi. Si rivelò l'inizio di un periodo d'oro per Stewart: oltre a Maggie May, quasi tutti i suoi singoli ebbero enorme successo, come Mandolin Wind, Reason to Believe, Every Picture Tells a Story e Mine for Me (scritta assieme a Paul McCartney).

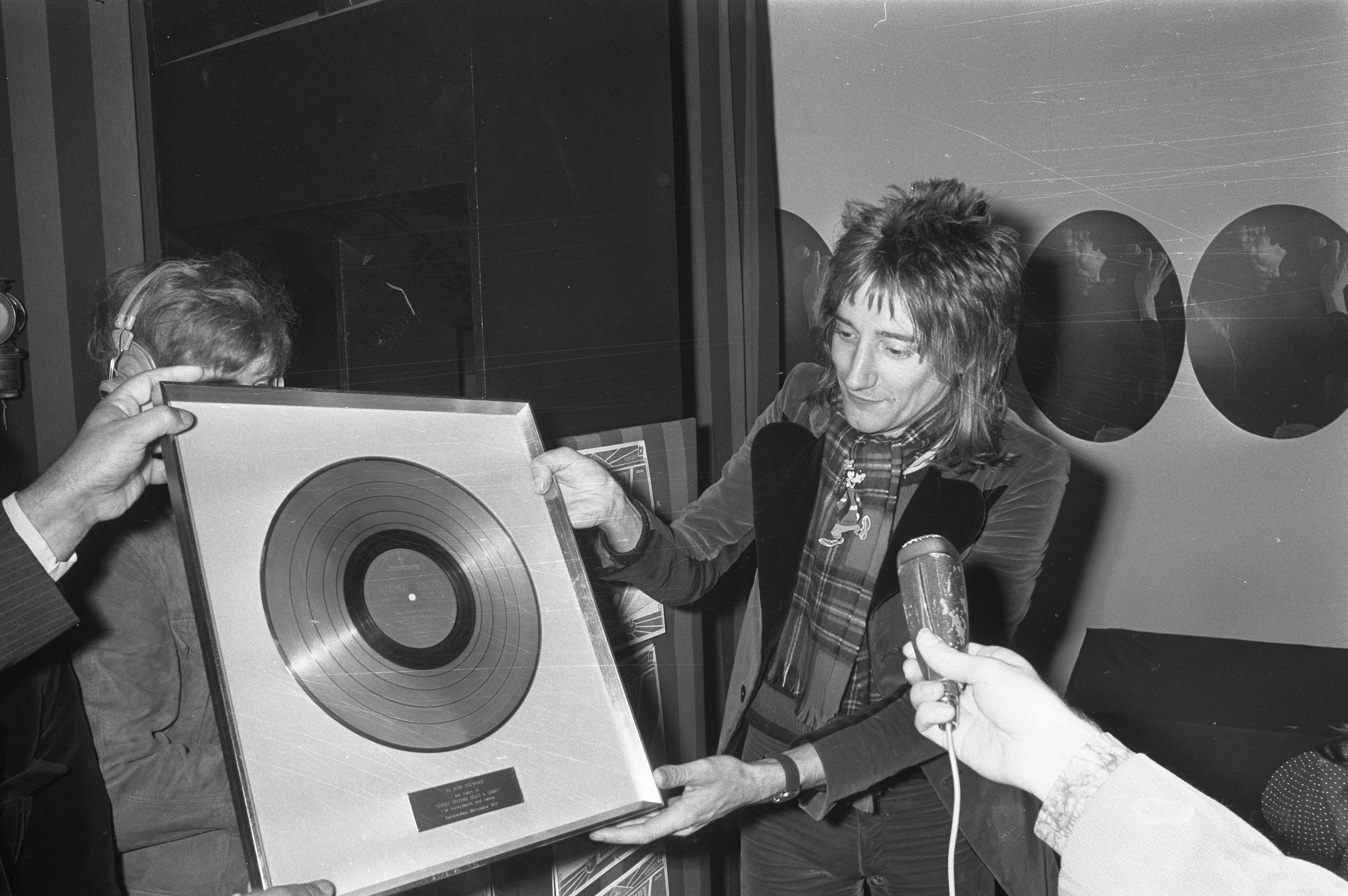
Stewart premiato con il disco d'oro ad Amsterdam (1971)

La popolarità di Rod the Mod contribuì a spingere le vendite dei dischi dei Faces ancora per qualche anno, ma nel 1975 si consumò la rottura definitiva, due anni dopo la pubblicazione del loro ultimo album in studio: Ooh La La. Nel 1975, scioltisi i Faces, Stewart decise di trasferirsi da Londra a Los Angeles, anche a causa della stretta fiscale nel frattempo decisa dal governo laburista di Harold Wilson. Passato dall'etichetta Mercury a Warner, nell'agosto dello stesso anno l'artista diede alla luce l'album Atlantic Crossing (la cui copertina richiama simbolicamente la traversata transatlantica), il cui primo singolo, Sailing, raggiunse per l'ennesima volta la vetta della classifica britannica ed entrò nelle prime 60 posizioni di quella statunitense. In California proseguì il momento d'oro dell'artista, anche grazie alla popolarissima Tonight's the Night (Gonna Be Alright), singolo di punta dell'album del 1976 A Night on the Town, che peraltro confermò un allontanamento dal rock puro in favore di un romantico soft rock, cui faceva da contrappeso la sua ruvida voce.

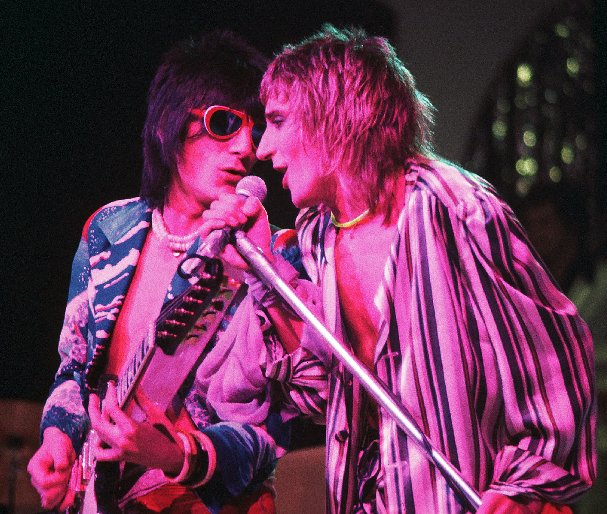
Stewart (destra) e Ronnie Wood (sinistra) dei Faces in concerto (1975)

Nel 1977 fu la volta dell'album Foot Loose & Fancy Free, che raggiunse rispettivamente la seconda e la terza posizione nelle classifiche dei dischi più venduti negli Stati Uniti e nel Regno Unito, sfornando singoli di successo quali You're in My Heart, Hot Legs e I Was Only Joking. Nel frattempo, dalla fine degli anni '70 il look di Stewart si caratterizzò sempre più come glam rock, con abbondante uso di trucco e vestiti in elastam. Enorme successo ebbe poi la successiva hit Da Ya Think I'm Sexy?, compresa nell'album Blondes Have More Fun del 1978: il brano rimase per ben quattro settimane in cima alle classifiche statunitensi. Tuttavia, alcuni critici rimproverarono Stewart per la scelta di assecondare l'allora popolarissima disco music, ritenendolo un tradimento artistico delle sue radici blues rock.
Nei primi anni ottanta l'artista introdusse elementi di synth pop nelle sue interpretazioni, e si mantenne saldamente in testa alle classifiche ancora per qualche anno. Progressivamente, però, pur rimanendo assai popolare come personaggio (specialmente in Inghilterra), le sue frequentazioni con la hit parade diminuirono: egli stesso rimase preso tra la tentazione di ritrovare le proprie radici e il terreno sicuro della ballata pop. Un esempio è Infatuation, ma si ricordano anche brani come Young Turks, Baby Jane, Every Beat of My Heart, People Get Ready (insieme a Jeff Beck), Lost in You, Forever Young e My Heart Can't Tell You No, che diventarono dei classici del decennio.
Negli anni novanta, dopo il successo inaspettato dell'album Vagabond Heart, Stewart incise assieme a Bryan Adams e Sting il singolo All for Love, colonna sonora del film I tre moschettieri. Il brano, il cui titolo si ispira al motto dei tre moschettieri: «Uno per tutti, tutti per uno», fu scritto dallo stesso Adams con Mutt Lange e Michael Kamen. Il singolo raggiunse la vetta della Hot 100 il 22 gennaio 1994, rimanendovi per tre settimane.

### Il tentativo di recupero della "vena" rock e il canzoniere americano
Nel 1998 Stewart decise di ritornare alle origini rock, ma un brutto colpo al suo tentativo venne dallo scarso successo di vendite dell'LP When We Were the New Boys. Forse anche per questo i due dischi successivi, Human (2001) e It Had to Be You (2002), seguirono altre strade: quella del soul il primo, quella dello swing il secondo, uscito nel 2002 e composto da reinterpretazioni standard del canzoniere statunitense. Il secondo volume di quest'ultimo progetto, As Time Goes By..., vide la luce nell'autunno 2003, e fu seguito da un terzo nel 2004, che gli valse il primo posto nelle classifiche statunitensi dopo 25 anni; quindi fu la volta dell'album Thanks for the Memory, nel 2005, e infine di Fly Me to the Moon...The Great American Songbook Volume V, nel 2010.
Nel 2006 uscì Still the Same... Great Rock Classics of Our Time, raccolta in cui Stewart reinterpretò successi della storia rock degli anni sessanta e settanta. Con queste sette pubblicazioni di pezzi storici della musica americana, Stewart vendette circa venti milioni di copie. Nel 2009 uscì la raccolta Session 1971-1998, un cofanetto di quattro CD racchiudente versioni alternative di molte canzoni celebri del cantante, oltre a una serie di inediti mai pubblicati. Nel 2010 fu la volta di Soulbook, un album di classici brani soul della storia della musica, come You Make Me Feel Brand New (con Mary J. Blige), What Becomes of the Broken Hearted, My Cherie Amour (con Stevie Wonder) e molti altri.

### Il ritorno al successo comTimeeBlood Red Rosese il cinquantennale di carriera

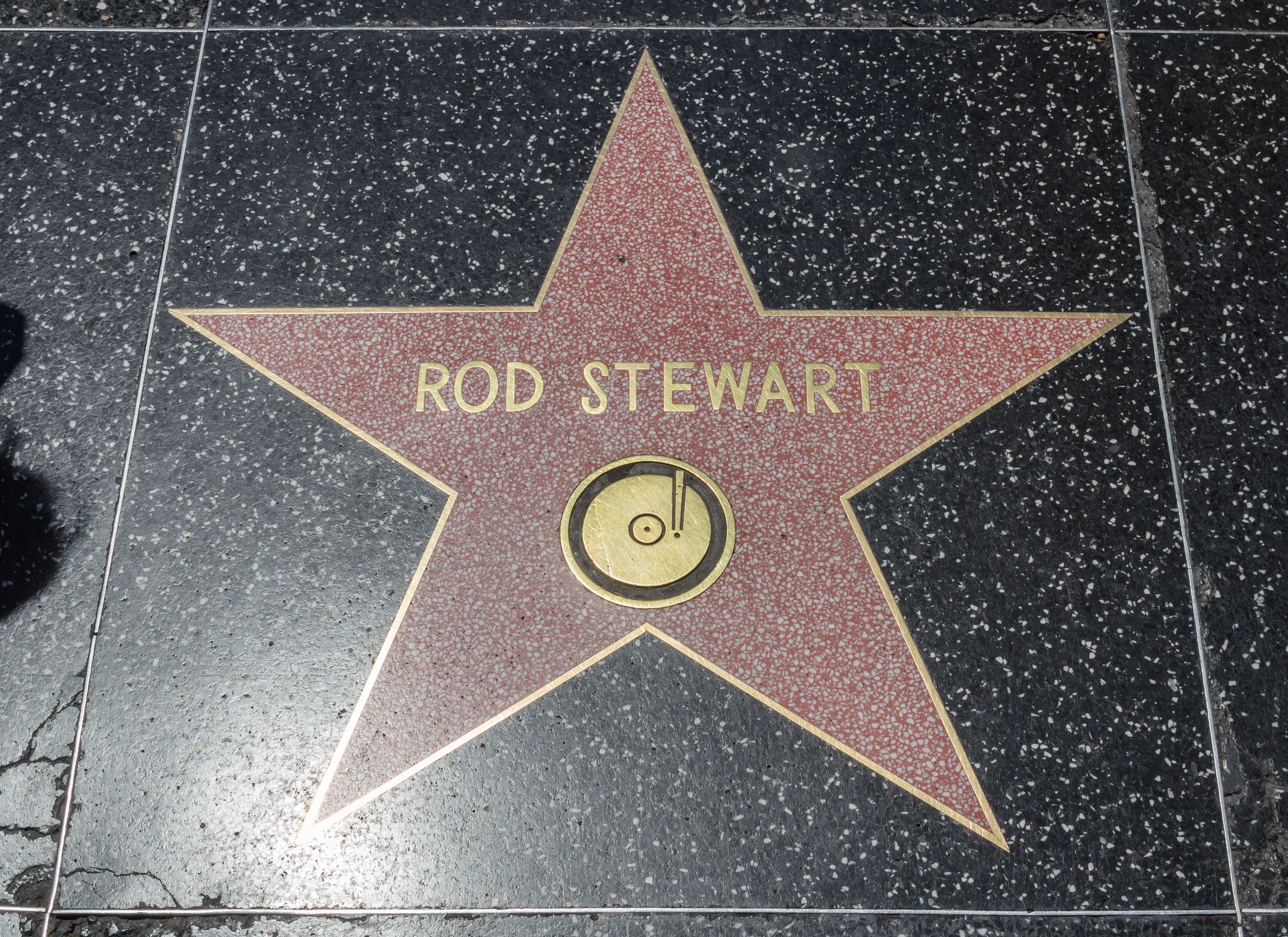
La stella di Stewart sulla Hollywood Walk of Fame

Nel maggio del 2013 Stewart tornò con un nuovo album di inediti, Time, a undici anni di distanza da Human. Prodotto dall'artista e da Kevin Savigar, suo collaboratore degli anni ottanta e novanta, il disco segnò il ritorno alle sonorità pop-rock che avevano contraddistinto la pluridecennale carriera del cantautore londinese. Time, anticipato dal singolo She Makes Me Happy, schizzò in testa alle classifiche britanniche, 37 anni dopo la prima posizione ottenuta da un album di studio di Stewart (A Night on the Town).
Nell'ottobre del 2015 fu poi la volta di un nuovo album in studio, intitolato Another Country, arrivato in seconda posizione dei dischi più venduti nel Regno Unito e certificato disco di platino.
Nel biennio 2018-2019 Stewart pubblicò ben due album di fila: nel settembre 2018 fu lanciato Blood Red Roses, mentre nel novembre 2019, in occasione dei cinquant'anni di carriera dell'artista britannico, venne realizzato You're In My Heart: Rod Stewart With The Royal Philharmonic Orchestra, una raccolta di successi di Stewart ri-arrangiati dalla Royal Philharmonic Orchestra (oltre a un duetto con Robbie Williams e a un brano inedito: Stop Loving Her Today, ispirato a Nessun dorma). Entrambi i dischi arrivarono in prima posizione nelle classifiche settimanali degli album più venduti nel Regno Unito.
Due anni più tardi, nell'autunno del 2021, Stewart ha lanciato il suo 32º album in studio, The Tears of Hercules, contenente nove brani inediti e tre cover. Nel febbraio 2024 ha pubblicato un nuovo album di cover, Swing Fever, realizzato in collaborazione con il compositore inglese Jools Holland e ispirato al periodo Big band. L'album, arrivato in cima alle classifiche settimanali britanniche, ha reso l'artista londinese il cantante più anziano ad aver raggiunto la vetta della Official Album Chart (a 79 anni, 1 mese e 26 giorni), battendo il record stabilito dallo stesso Stewart con You're In My Heart: Rod Stewart With The Royal Philharmonic Orchestra (74 anni e 11 mesi).

## Vita privata

Stewart (a destra), in ossequio alla sua grande passione calcistica, qui con lo juventino Paolo Rossi mentre presenzia alla cerimonia di premiazione del Mundialito per club 1983 a San Siro

Nel maggio del 2000 a Stewart fu diagnosticato un cancro alla tiroide, per il quale si sottopose a un intervento chirurgico nello stesso mese. Oltre a costituire un notevole pericolo per la propria salute, l'intervento minacciò la voce dell'artista, che pertanto dovette riprendere a reimparare a cantare. Da allora, Stewart è molto attivo nel raccogliere fondi per la fondazione City of Hope, per trovare cure per ogni forma di cancro, specialmente infantile. Nel 2019 il cantante ha rivelato inoltre di avere sconfitto un tumore alla prostata grazie a una diagnosi tempestiva.
Nonostante il padre fosse un tifoso dell'Hibernian, Stewart è un grande fan del Celtic, che egli menziona in "You're in My Heart (The Final Acclaim)". L'artista sostiene la nazionale scozzese e segue inoltre il Manchester United come sua "squadra inglese". Il suo amore per il Celtic e lo United è stato spiegato nel libro Celtic United di Frank Worrall. Stewart ha fatto ulteriore chiarezza nella sua autobiografia del 2012, specificando di avere avuto un semplice "legame affettivo" per il Manchester United negli anni settanta, poiché vi giocavano tanti grandi giocatori scozzesi, tra cui Denis Law. Il cantautore ha inoltre giocato per la squadra di calcio californiana degli LA Exiles, composta da immigrati principalmente inglesi e alcune celebrità, tra cui Billy Duffy del gruppo rock The Cult, in un campionato di calcio senior di Palos Verdes.
Sin da bambino Stewart è un appassionato di modellismo ferroviario. In un'intervista rilasciata nel 2007 alla rivista statunitense Model Railroader affermò infatti che per lui significasse di più essere in una rivista di modellismo che in una di musica. L'artista è inoltre un collezionista di auto, possedendo un raro esemplare di Ferrari Enzo.
Nel 2007 Rod Stewart è entrato a fare parte dell'Ordine dell'Impero Britannico con il titolo di Comandante, per i servizi resi nel campo della musica. In occasione della cerimonia a Buckingham Palace Stewart commentò: "È un'occasione meravigliosa, siamo l'unico Paese al mondo a onorare l'uomo comune". Inoltre, nel 2016, gli è stata concessa l'onorificenza di Knight Bachelor.
Nel febbraio 2024, l'Iconic Artists Group di Irving Azoff ha acquisito i diritti sull'intero catalogo musicale di Stewart per una cifra vicina ai 100 milioni di dollari. Si stima che nel 2023 Stewart possedesse una fortuna di circa 300 milioni di sterline, che lo rendono uno degli artisti più ricchi dell'industria musicale britannica.

### Frequentazioni e matrimoni

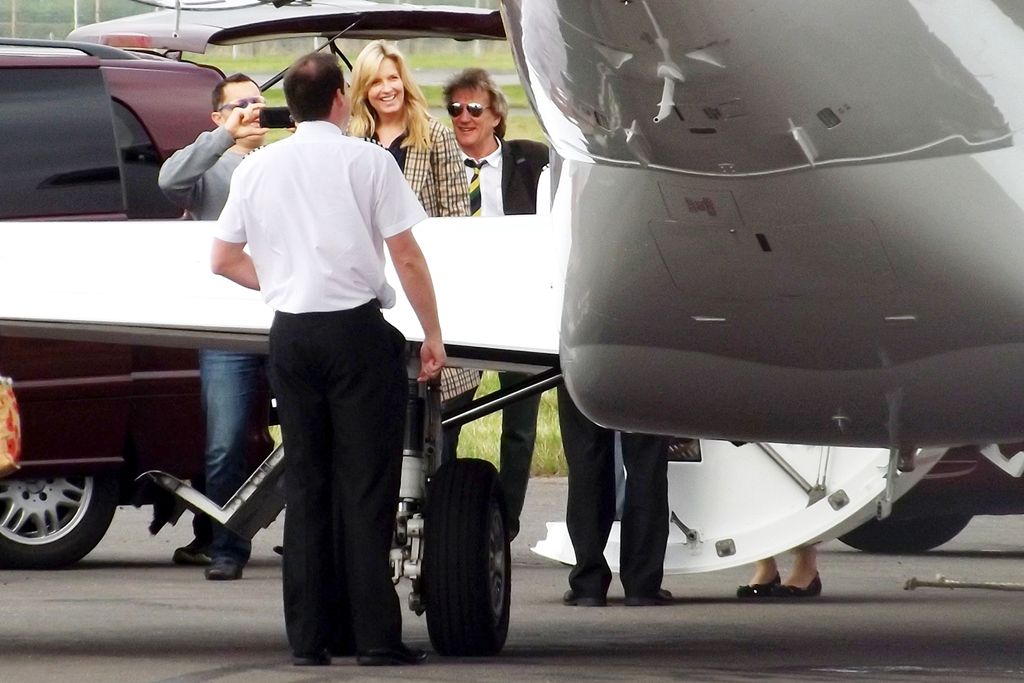
Stewart con la moglie Penny Lancaster (2013)

Nel corso dei decenni Stewart ha avuto numerose frequentazioni, specialmente con modelle bionde, che sono culminate in tre matrimoni e otto figli: il primo rapporto stabile fu quello che il cantautore ebbe, nel 1961, con la studentessa d'arte londinese Susannah Boffey, dalla quale nacque la figlia Sarah (data poi in adozione ma rimasta in ottimi rapporti con l'artista). Tra le altre frequentazioni a cavallo tra gli anni sessanta e settanta sono menzionabili quelle con le modelle Jennie Rylance e Dee Harrington nonché con l'attrice svedese Britt Ekland. Il primo matrimonio venne invece celebrato nel 1979 con la statunitense Alana Hamilton, concludendosi con una separazione nel 1984, dopo avere avuto i figli Kimberley (1979) e Sean (1980). Già prima che il matrimonio terminasse, infatti, Stewart stava portando avanti una relazione con la modella texana Kelly Emberg, al cui fianco sarebbe rimasto per sette anni e avuto la figlia Ruby (1987). Il secondo matrimonio avvenne invece nel 1991 con la supermodella neozelandese Rachel Hunter, dalla cui unione nacquero altri due figli: Renée (1992) e Liam (1994). Tuttavia, la coppia si separò nel 1999, divorziando nel 2006.
Il 16 giugno 2007 Stewart si è risposato a Santa Margherita Ligure con la modella e personalità televisiva Penny Lancaster, sua ultima fiamma conosciuta nel 1999. Il rito è stato celebrato a Villa Durazzo-Centurione e la festa si è svolta all'Abbazia della Cervara. Dal 2009 Rod e Penny, in attesa dell'ottavo erede (Aiden, nato nel 2011), hanno deciso di risiedere stabilmente in Inghilterra. Attualmente la coppia vive nella Durrington House, una residenza ottocentesca situata a Harlow, nell'Essex.

## Controversie
- Nel mese di ottobre del 2011 l'artista, insieme ai colleghi Sting, Julio Iglesias, Eros Ramazzotti ed Ennio Morricone, ha tenuto concerti a Tashkent, capitale dell'Uzbekistan, durante il festival culturale organizzato annualmente[35] da Gulnora Karimova,[35] figlia di Islom Karimov, allora presidente del paese, e considerato da Human Rights Watch tra i più truci e repressivi capi di Stato del mondo.[35]
- Alla fine del 2019 Stewart e suo figlio Sean sono stati accusati di avere aggredito fisicamente il buttafuori di un hotel a Palm Beach, in Florida. I due si sono poi dichiarati colpevoli di percosse lievi senza andare a processo, accettando di pagare una somma di 675 dollari ciascuno di ammenda giudiziaria[36].

## Discografia

### Album in studio
- 1969 - An Old Raincoat Won't Ever Let You Down[37] (Mercury Records)
- 1970 - Gasoline Alley (Mercury Records)
- 1971 - Every Picture Tells a Story (Mercury Records)
- 1972 - Never a Dull Moment (Mercury Records)
- 1974 - Smiler (Mercury Records)
- 1975 - Atlantic Crossing (Warner Bros.)
- 1976 - A Night on the Town (Warner Bros.)
- 1977 - Foot Loose & Fancy Free (Warner Bros.)
- 1978 - Blondes Have More Fun (Warner Bros.)
- 1980 - Foolish Behaviour (Rhino Records)
- 1981 - Tonight I'm Yours (Warner Bros.)
- 1983 - Body Wishes (Warner Bros.)
- 1984 - Camouflage (Warner Bros.)
- 1986 - Every Beat of My Heart (Warner Bros.)
- 1988 - Out of Order (Warner Bros.)
- 1991 - Vagabond Heart (Warner Bros.)
- 1995 - A Spanner in the Works (Warner Bros.)
- 1998 - When We Were the New Boys (Warner Bros.)
- 2001 - Human (Atlantic Records)
- 2002 - It Had to Be You: The Great American Songbook (J Records)
- 2003 - As Time Goes By: The Great American Songbook 2 (J Records)
- 2004 - Stardust: The Great American Songbook 3 (J Records)
- 2005 - Thanks for the Memory: The Great American Songbook 4 (J Records)
- 2006 - Still the Same... Great Rock Classics of Our Time (J Records)
- 2009 - Soulbook (J Records)
- 2010 - Once in a Blue Moon: The Lost Album (Rhino Records)
- 2010 - Fly Me to the Moon...The Great American Songbook Volume V (J Records)
- 2012 - Merry Christmas, Baby (Verve Records)
- 2013 - Time (Capitol Records)
- 2015 - Another Country (Capitol Records)
- 2018 - Blood Red Roses (Republic Records)
- 2021 - The Tears of Hercules (Rhino Records)
- 2024 - Swing Fever (con Jools Holland) (Warner Records)

### Album dal vivo
- 1974 - Coast to Coast: Overture and Beginners (Mercury Records/Warner Bros.) - attribuito a Rod Stewart e ai Faces
- 1982 - Absolutely Live (Warner Bros.)
- 1993 - Unplugged ...and Seated (Warner Bros.)
- 2014 - Live 1976–1998: Tonight's the Night (Rhino)

### Raccolte
- 1973 - Sing it Again Rod (Mercury Records)
- 1976 - The Best of Rod Stewart (Mercury Records)
- 1977 - The Best of Rod Stewart Vol. 2 (Mercury Records)
- 1979 - Greatest Hits, Vol. 1 (Warner Bros.)
- 1989 - The Best of Rod Stewart (Warner Bros.) con un inedito
- 1989 - Storyteller - The Complete Anthology: 1964-1990 (Warner Bros.)
- 1990 - Downtown Train - Selections from the Storyteller Anthology (Warner Bros.)
- 1992 - The Mercury Anthology (Mercury Records)
- 1993 - Lead Vocalist (Warner Bros.)
- 1996 - If We Fall in Love Tonight (Warner Bros.)
- 1999 - Reasons to Believe (Spectrum Music)
- 2001 - A Little Misunderstood, The Sixties Sessions (Yeaah! Records)
- 2001 - The Story So Far: The Very Best of Rod Stewart (Warner Bros.)
- 2002 - Reason to Believe: The Complete Mercury Studio Recordings (Spectrum Music)
- 2003 - Encore: The Very Best Of – Vol. 2 (Warner Bros.)
- 2003 - Changing Faces – The Very Best of Rod Stewart & The Faces: The Definitive Collection 1969–1974 - attribuito a Rod Stewart e ai Faces (Universal)
- 2005 - Gold (Mercury Records)
- 2006 - The Very Best of Rod Stewart (Mercury Records)
- 2007 - The Seventies Collection (Universal)
- 2007 - The Complete American Songbook – Volumes I, II, III & IV (J Records)
- 2008 - The Definitive Rod Stewart (Warner Bros., Rhino Records)
- 2009 - The Rod Stewart Sessions 1971–1998 (Warner Bros.)
- 2011 - The Best Of... The Great American Songbook (J Records)
- 2013 - Rarities (Mercury Records)
- 2018 - Handbags & Gladrags: The Essential (Spectrum Music)
- 2019 - You're in My Heart: Rod Stewart with the Royal Philharmonic Orchestra (Rhino Records)
- 2021 - Cupid (Rhino Records)
- 2025 - Ultimate Hits (Rhino Records)

## Gruppi
Durante la sua carriera è stato un membro dei seguenti gruppi:
- The Raiders (1961)
- Jimmy Powell and the Five Dimensions (1963)
- The Hoochie Coochie Men, poi chiamati The Steampacket (1964–1965)
- Soul Agents (1965–1966)
- Shotgun Express (1966)
- Jeff Beck Group (1966–1969)
- Faces (1969–1975)